# 116丁目駅 (IRTレキシントン・アベニュー線)
116丁目駅（116ちょうめえき、英語: 116th Street）はニューヨーク市地下鉄レキシントン・アベニュー線の駅である。マンハッタン区スパニッシュ・ハーレムにあるレキシントン・アベニューと116丁目の交差点に位置し、4系統が深夜のみ、6系統が終日、<6>系統が平日20時45分迄の混雑方向に停車する。

## 駅構造
| G  | 地上階                         | 出入口 |
| B1 | 相対式ホーム、右側の扉が開く。 | 相対式ホーム、右側の扉が開く。 |
| B1 | 北行緩行線                     | ← 深夜帯：ウッドローン駅行き（125丁目駅） ← 平日午後：パークチェスター駅行き（125丁目駅） ← 平日午後以外：ペラム・ベイ・パーク駅行き（125丁目駅） ← 平日午後：ペラム・ベイ・パーク駅行き（125丁目駅） |
| B1 | 南行緩行線                     | → 深夜帯：ニューロッツ・アベニュー駅行き（110丁目駅）→ ブルックリン・ブリッジ-シティ・ホール駅行き（110丁目駅）→ 平日午前：ブルックリン・ブリッジ-シティ・ホール駅行き（110丁目駅）→                  |
| B1 | 相対式ホーム、右側の扉が開く。 | |
| B2 | 北行急行線                     | ← 深夜帯以外：通過 |
| B2 | 南行急行線                     | → 深夜帯以外：通過 → |

この駅は1918年7月17日に開業、相対式ホーム2面2線の地下駅である。通過する急行列車は駅の下の階を走行し、ホームから見ることはできない。改札はプラットホームがある階にあり、ホーム間連絡通路はない。駅名と駅番号はIRTの基準通り付けられている。

### 出口
| 出口の位置                                 | 出口の種類 | 出口の数 | 接続するホーム |
| ------------------------------------------ | ---------- | -------- | -------------- |
| レキシントン・アベニュー-116丁目交差点北西 | 階段       | 1        | 南行ホーム     |
| レキシントン・アベニュー-116丁目交差点南西 | 階段       | 1        | 南行ホーム     |
| レキシントン・アベニュー-116丁目交差点北東 | 階段       | 1        | 北行ホーム     |
| レキシントン・アベニュー-116丁目交差点南東 | 階段       | 1        | 北行ホーム     |